# Allium oreoprasum
Allium oreoprasum là một loài thực vật có hoa trong họ Amaryllidaceae. Loài này được Schrenk mô tả khoa học đầu tiên năm 1842.